# Otto Brokes

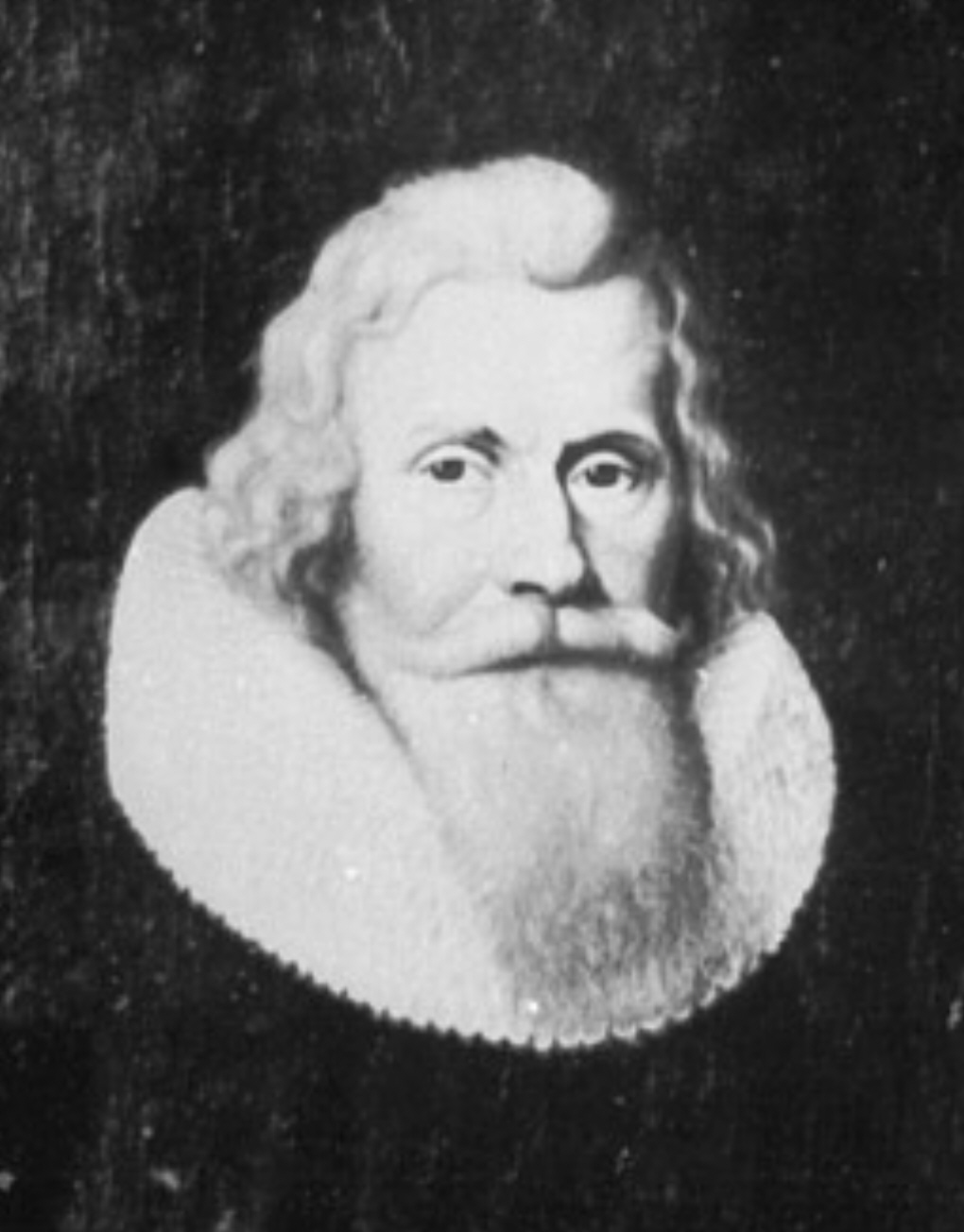
Otto Brokes, Ausschnitt des Porträts in der Bürgermeistergalerie im Lübecker Rathaus

Otto Brokes (* 13. April 1574 in Lübeck; † 24. August 1652 ebenda) war ein Bürgermeister der Hansestadt Lübeck.

## Leben
Otto Brokes war einer der Söhne des 1585 verstorbenen Lübecker Admirals und Bürgermeisters Johann Brokes. Sein Bruder Heinrich Brokes war bis zu seinem Tode 1623 ebenfalls Lübecker Bürgermeister. Otto Brokes wurde ein Jahr nach dem Tod seines Bruders in den Lübecker Rat gewählt und dort 1640 zum Bürgermeister bestimmt. 1642 war er Kämmereiherr der Stadt. Der Rat überließ ihm das Gut Strecknitz als Pfründe. Nach dem Tod erhielt er, wie auch schon sein Vater und sein Bruder, ein Epitaph in der Lübecker Marienkirche, das als Folge des Luftangriffs auf Lübeck im März 1942 nicht erhalten ist.

„obiit multis superatis adversitatibus anno aetatis 79, alter Cato Lubecensis.“